# Base de datos FERET
Base de datos FERET es la norma de facto en la evaluación de un Sistema de reconocimiento facial. El programa (FERET) es administrado por la Agencia (DARPA) (Defense Advanced Research Projects Agency) y  (NIST) (National Institute of Standards and Technology). Consiste en una base de datos de imágenes faciales que se recogió entre diciembre de 1993 y agosto de 1996. En 2003 publicó una versión de alta resolución, 24 bits de color, de estas imágenes. El conjunto de datos incluye 2413 imágenes faciales, representando a 856 personas.
FERET El programa fue establecido para crear una gran base de datos de imágenes faciales que se obtuvo de forma independiente para poder evaluar los algoritmos de reconocimiento facial.